# José Athayde
José Carlos Franco da Silva de Athayde (Leiria, 5 de outubro de 1934 — Lisboa, 15 de junho de 2017) foi um equitador e cavaleiro tauromáquico português.

## Biografia
José Athayde começou a montar a cavalo em criança, sendo ensinado por José Tanganho a partir do ano de 1947. Após completar o curso da Escola de Regentes Agrícolas de Santarém, passou a montar com Fernando Sommer d'Andrade. Já a partir dos 1950, prosseguiu a sua formação com o mestre Nuno Oliveira e o Dr. Ruy de Andrade, que conheceu, respetivamente, em 1950 e em 1953.
Entretanto, a par do seu percurso na disciplina da equitação, José Athayde fez também um percurso como cavaleiro tauromáquico. A sua carreira nas arenas, apesar de breve, foi intensa e reconhecida. Depois de debutar em público na Praça de Touros da Figueira da Foz, em 1950, seria, na condição de cavaleiro amador, o mais solicitado nas praças portuguesas, nas temporadas de 1952 e 1953.
Exibindo-se por diversas vezes em parelha com Luís Athayde, seu irmão mais velho, tomou com este a alternativa de cavaleiro tauromáquico, na Monumental do Campo Pequeno, a 22 de junho de 1955, tendo como padrinho o célebre Simão da Veiga.
Durante os anos de cavaleiro tauromáquico terá ensinado cerca de 50 cavalos exclusivamente para o toureio. Também integrou os cartéis inaugurais das praças de touros de Santarém, Alter do Chão e de Idanha-a-Nova.
Retirado das lides tauromáquicas, prosseguiu a sua carreira como equitador, consolidando o seu percurso como discípulo de Nuno Oliveira, bebe deste mestre preciosos ensinamentos na disciplina da equitação, ao acompanhá-lo como ajudante de picadeiro, na Quinta dos Arcos e no Picadeiro da Legião Nacional, à Alameda das Linhas de Torres.
Já na década de 1960 José Athayde virá a prestar provas publicas para equitador do Quadro da Direção-Geral de Pecuária, tomando posse como equitador da Coudelaria de Alter-Real.
Aí empenha-se na reorganização do sistema de desbaste e ensino, bem como à reorganização do sistema de provas morfo-funcionais das éguas e garanhões, contribuindo no fundo para a criação de uma base que, anos mais tarde, e seguindo o sonho de várias gerações de equitadores, tornará possível o surgimento da Escola Portuguesa de Arte Equestre.
No ano de 1979 (re)nasce finalmente a Escola Portuguesa de Arte Equestre, sendo José Athayde mestre picador chefe e diretor. Por essa razão regressa a Lisboa e, paralelamente, inicia a actividade de juiz de ensino e de treinador de cavaleiros de ensino.

### Família
Filho segundo de Luís da Silva de Ataíde (Leiria, Sé, 22/23 de Outubro de 1909 - Leiria, Sé, 21 de Fevereiro de 1985), 5.° neto duma Espanhola, 8.° neto do 14.° Senhor de la Higuera de Vargas e 9.° neto da 6.ª Marquesa de Espinardo, e de sua mulher (Leiria, Leiria, Sé de Leiria, 8 de Junho de 1929) Maria Fernanda de Almeida Lopes Franco (Leiria, Sé, 8 de Março de 1909 - Lisboa, Campo Grande, 17 de Março de 1981), sobrinha-neta do 1.° Visconde de Palma de Almeida e 1.° Conde de Palma de Almeida.
Era cunhado do escultor Charters de Almeida.[carece de fontes?]